# 若埃尔·阿巴蒂
若埃尔·阿巴蒂（法語：Joël Abati，1970年4月25日—），法国男子手球运动员。他曾代表法国参加2004年和2008年夏季奥林匹克运动会手球比赛，其中2008年奥运会获得一枚金牌。